# GeoNames
GeoNames(또는 GeoNames.org)는 크리에이티브 커먼즈 저작자 표시 라이선스에 따라 다양한 웹 서비스를 통해 사용 및 액세스할 수 있는 사용자 편집 가능한 지리 데이터베이스이다. 이 프로젝트는 2005년 말에 설립되었다.
GeoNames 데이터세트는 미국 정부의 유사한 이름의 GEOnet Names Server와 다르지만, 데이터를 포함한다.

## 데이터베이스와 웹서비스
지오네임스 데이터베이스에는 11,800,000개 이상의 고유 기능에 해당하는 25,000,000개 이상의 지리적 이름이 포함되어 있다. 모든 기능은 9개의 기능 클래스 중 하나로 분류되고, 645개의 기능 코드 중 하나로 세분화된다. 다양한 언어로 된 장소 이름 외에도 저장된 데이터에는 위도, 경도, 고도, 인구, 행정구역 및 우편번호가 포함된다. 모든 좌표는 World Geodetic System 1984(WGS84)를 사용한다.
이러한 데이터는 다양한 웹 서비스와 일일 데이터베이스 내보내기를 통해 무료로 액세스할 수 있다.

## 위키 인터페이스
지오네임스 데이터베이스의 핵심은 공식 공개 소스에서 제공하며 품질은 다를 수 있다. 위키 인터페이스를 통해 사용자는 이름 추가 또는 수정, 기존 기능 이동, 새 기능 추가 등을 통해 데이터베이스를 수동으로 편집 및 개선하도록 초대한다.

## 시맨틱웹 통합
각 자오네임스 기능은 안정적인 URI로 식별되는 웹 리소스로 표시된다. 이 URI는 콘텐츠 협상을 통해 자오네임스 온톨로지의 요소를 사용하여 HTML 위키 페이지 또는 기능의 RDF 설명에 대한 액세스를 제공한다. 이 온톨로지는 웹 온톨로지 언어를 사용하여 자오네임스 기능 속성을 설명하고 SKOS 언어로 설명되는 기능 클래스 및 코드이다. RDF 설명에 링크된 위키백과 기사 URL을 통해 자오네임스 데이터는 디비피디아 데이터 및 기타 RDF 링크 자료에 링크된다.

## 정확성 및 개선 사항
다른 크라우드소싱 체계와 마찬가지로 지오네임스 편집 인터페이스를 사용하면 모든 사람이 데이터베이스에 로그인하고 편집할 수 있으므로 잘못된 정보가 입력될 수 있으며, 이러한 정보는 특히 자주 액세스하지 않는 장소에 대해 감지되지 않은 상태로 남을 수 있다. Ahlers(2013)는 이러한 부정확성을 연구하고 좌표의 세분성 손실(예: 일부 경우 잘림 및 저해상도 지오코딩으로 인한), 잘못된 피쳐 코드, 거의 동일한 장소 및 지정된 외부의 장소 배치로 분류한다. 국가. 이러한 부정확성을 수동으로 수정하는 것은 지루하고 오류가 발생하기 쉬우며(데이터베이스 크기로 인해) 전문가가 필요할 수 있다.
문헌은 자동으로 해결하는 작업을 거의 제공하지 않는다. Singh & Rafiei(2018)는 불일치를 식별하고 데이터베이스 품질을 개선하는 데 있어 지리적 데이터베이스 및 해당 응용 프로그램의 위치 범위를 자동으로 감지하는 문제를 연구한다. 경계 정보를 계산하면 거의 동일한 장소 및 도시와 같은 위치의 위치가 지방이나 국가와 같은 잘못된 부모 아래에 배치되는 것과 같은 불일치를 감지하는 데 도움이 될 수 있다. Singh와 Rafiei는 작업에서 파생된 경계 정보가 지오네임스의 위치 중 20% 이상을 공간 계층 구조에서 더 나은 위치로 이동할 수 있으며, 이러한 이동의 정확도가 90% 이상임을 보여준다.